# Mohammed Sahil
Mohammed Sahil   (Marroc, 11 d'octubre de 1963) és un exfutbolista marroquí de les dècades de 1980 i 1990.
Fou internacional amb la selecció del Marroc amb la qual participà en la Copa del Món de futbol de 1986.
Pel que fa a clubs, destacà a WAC Casablanca, KAC Marrakech i Louhans-Cuiseaux FC.